# Infant

Korona hiszpańskich infantów

Infant (tytuł męski); infantka, infanta (tytuł kobiecy) (hiszp. i port. infante, z łac. infans „dziecko”) – w Hiszpanii i Portugalii tytuł przysługujący dzieciom królewskim. Król mógł nadawać ten tytuł także dalszym członkom rodziny.
Od panowania Jana I Kastylijskiego (1358–1390), następca tronu kastylijskiego nosił tytuł księcia Asturii – tradycja ta w Hiszpanii trwa do dziś. Od tego czasu tytuł infanta przysługuje dzieciom królewskim niebędącym następcami tronu. Pierwszym księciem Asturii był Henryk III Chorowity. Obecnie księżną Asturii jest Eleonora Burbon. Jej dwie ciotki – Helena i Krystyna, oraz siostra Zofia Burbon są infantkami.
W Polsce dzięki Konstytucji 3 maja (1791) tytuł infantki otrzymała Maria Augusta Wettyn, prawnuczka Augusta III Sasa.
Tytuł infantki także otrzymała Anna Jagiellonka, która po śmierci Zygmunta II Augusta w roku 1572 stała się czołową przedstawicielką dynastii Jagiellonów.